# Gaetano Grasso
Gaetano Grasso detto Tano (Capo d'Orlando, 9 novembre 1958) è un attivista e politico italiano.

## Biografia
Laureato in Filosofia all’Università di Firenze con una tesi in Filosofia del Rinascimento. 

### Movimento antiracket
Titolare di un negozio di calzature a Capo d'Orlando, Tano Grasso è stato fondatore e presidente della prima associazione antiracket nata in Italia, l’A.C.I.O. (Associazione Commercianti ed Imprenditori Orlandini), costituita il 7 dicembre 1990 da un gruppo di commercianti orlandini presi di mira con richieste di denaro e danneggiamenti alle loro attività compiute da due agguerriti clan originari della vicina Tortorici, i Bontempo Scavo e i Galati Orlando, che miravano ad estendere il loro potere sulla cittadina tirrenica. Grazie alle loro denunce, fu possibile celebrare un processo contro gli affiliati ai due clan, in cui l'A.C.I.O. si costituì parte civile e che si concluse il 26 novembre 1991 con quattordici condanne "per essersi riuniti in una associazione armata di tipo mafioso al fine di commettere una serie indeterminata di estorsioni e danneggiamenti, avvalendosi della forza di intimidazione del vincolo associativo e delle condizioni di assoggettamento ed omertà che ne derivano e per avere instaurato il controllo ed il predominio mafioso nel territorio di Tortorici, Capo d’Orlando, Rocca di Caprileone ed altre zone viciniori ricadenti nel circondario del Tribunale."
Dal settembre 1991, Grasso ha vissuto sotto scorta.
Negli anni successivi, e fino a oggi, è stato promotore della nascita di altre associazioni impegnate nella lotta al racket. Di fatto è stato coordinatore nazionale del movimento antiracket italiano.

### Attività politica
Tano Grasso viene eletto per la prima volta Deputato della Repubblica Italiana per il Partito Democratico della Sinistra nella XI Legislatura, dal 1992 al 1994. È stato primo firmatario di tre proposte di legge: “Norme per la lotta alle estorsioni e riconoscimento giuridico delle associazioni aventi la medesima finalità” (1992); “Modifiche al decreto-legge 31 dicembre 1991, n. 419, convertito, con modificazioni, dalla legge 18 febbraio 1992, n. 172, recante istituzione del Fondo di sostegno per le vittime di richieste estorsive” (1993); “Modifiche al codice penale in tema di usura” (1993). Numerose le proposte di legge presentate come cofirmatario. È stato secondo firmatario della legge 109/06 per l’uso sociale di beni confiscati alle mafie.
Viene rieletto Deputato anche nella XII legislatura (1994-1996). con il PDS, e aderisce al gruppo "I Progressisti". Primo firmatario, in questo periodo, di due proposte di legge: “Modifiche al codice penale in tema di usura” (1994) e “Modifiche al decreto-legge 15 gennaio 1991, n. 8, convertito, con modificazioni, dalla legge 15 marzo 1991, n. 82, per l'introduzione di nuove norme a sostegno dei testimoni di gravi eventi criminosi” (1995). Altrettanto numerose le proposte di legge presentate come cofirmatario.
Consulente quindi della Commissione Parlamentare Antimafia dal 1997 al 1999. È stato il primo Commissario straordinario di Governo per il coordinamento delle iniziative antiracket e antiusura a livello nazionale dal 1999 al 2001. Successivamente è stato consulente del Comune di Roma (2002-2006), promuovendo l’attivazione di una rete di sportelli per la prevenzione dell’usura. Anche consulente del Comune di Napoli (2002-2006), promuovendo la nascita del movimento antiracket campano.
Ha poi ricoperto la carica di assessore alla cultura del Comune di Lamezia Terme (Catanzaro) dal 2010 al 2011.
Dall’anno accademico 2008/2009 è professore a contratto all’Università di Catanzaro, presso la Facoltà di Giurisprudenza e insegna “Storia e dinamiche della mafia”. In questi anni ha tenuto e tiene lezioni e conferenze negli atenei di varie università italiane.
In occasione del ciclo di seminari "La città che vorrei" organizzato dall'Università di Foggia, è stata annunciata l'inaugurazione di un nuovo corso assegnatogli, intitolato "Letteratura e Mafia".   
E' presidente onorario nazionale della FAI, la Federazione delle Associazioni antiracket e antiusura Italiane - di cui è stato il fondatore negli anni ’90 - che si batte per il contrasto alle pratiche del “pizzo” (estorsione) e dell’usura.

## Opere
Tano Grasso è autore di numerose pubblicazioni a partire da articoli pubblicati su diversi quotidiani nazionali e locali. Ha collaborato con il settimanale “Avvenimenti”, con il Corriere del Mezzogiorno e attualmente pubblica editoriali sul portale web ‘Tiscali News’. È autore di diversi libri e ha firmato l’introduzione di decine di libri che trattano di racket, di criminalità organizzata e in particolare di organizzazioni criminali di stampo mafioso. Altresì ha realizzato diverse ricerche.
- Contro il racket. Come opporsi al ricatto mafioso, Laterza, 1992, ISBN 88-420-4110-6.
- Ladri di vita. Storie di strozzini e disperati, con Gaetano Savatteri, Baldini e Castoldi, 1996, ISBN 88-8089-130-8.
- Antiracket. Le associazioni, le denunce, i processi (1990-97), in Quaderni del commercio, turismo, servizi: rivista trimestrale della Confesercenti nazionale, Edizioni Commercio, 1997.
- 'U pizzu. L'Italia del racket e dell'usura, con Aldo Varano, Baldini e Castoldi, 2002, ISBN 88-8490-156-1.
- Tano Grasso e Vincenzo Vasile, Non ti pago. Storie di estorsioni mafiose e di antiracket, prefazione di Vincenzo Consolo, Roma, Nuova iniziativa editoriale, 2005.
- Nino Daniele, Antonio Di Florio e Tano Grasso, La camorra e l'antiracket, Ghezzano, Felici editore, 2012, ISBN 978-88-6019-578-4.
- Mai più soli. Le vittime d'estorsione e d'usura nel procedimento penale, Soveria Mannelli, Rubbettino editore, 2014, ISBN 978-88-498-4313-2.